# Claus Hinkelbein
Claus Hinkelbein (* 28. Dezember 1909 in Ludwigsburg; † 28. April 1967 in Bad Salzuflen) war ein deutscher Stuka-Pilot und Offizier, zuletzt im Dienstgrad eines Generalmajors der Bundeswehr. 1937 gehörte er zu den Passagieren des verunglückten Luftschiffs LZ 129 „Hindenburg“.

## Leben

### Wehrmacht

#### Herkunft und Offizierslaufbahn
Claus Hinkelbein entstammte einer Offiziersfamilie, sein Vater Philipp Hinkelbein erreichte 1941 den Dienstgrad eines Generalmajors. Er trat 1930 in die Reichswehr ein und wurde später in die Luftwaffe der Wehrmacht übernommen. Hinkelbein stieg zum Adjutanten des Kommandeurs der auf dem Fliegerhorst Schwäbisch Hall-Hessental stationierten Bombergruppe auf.

#### Unglück der Hindenburg

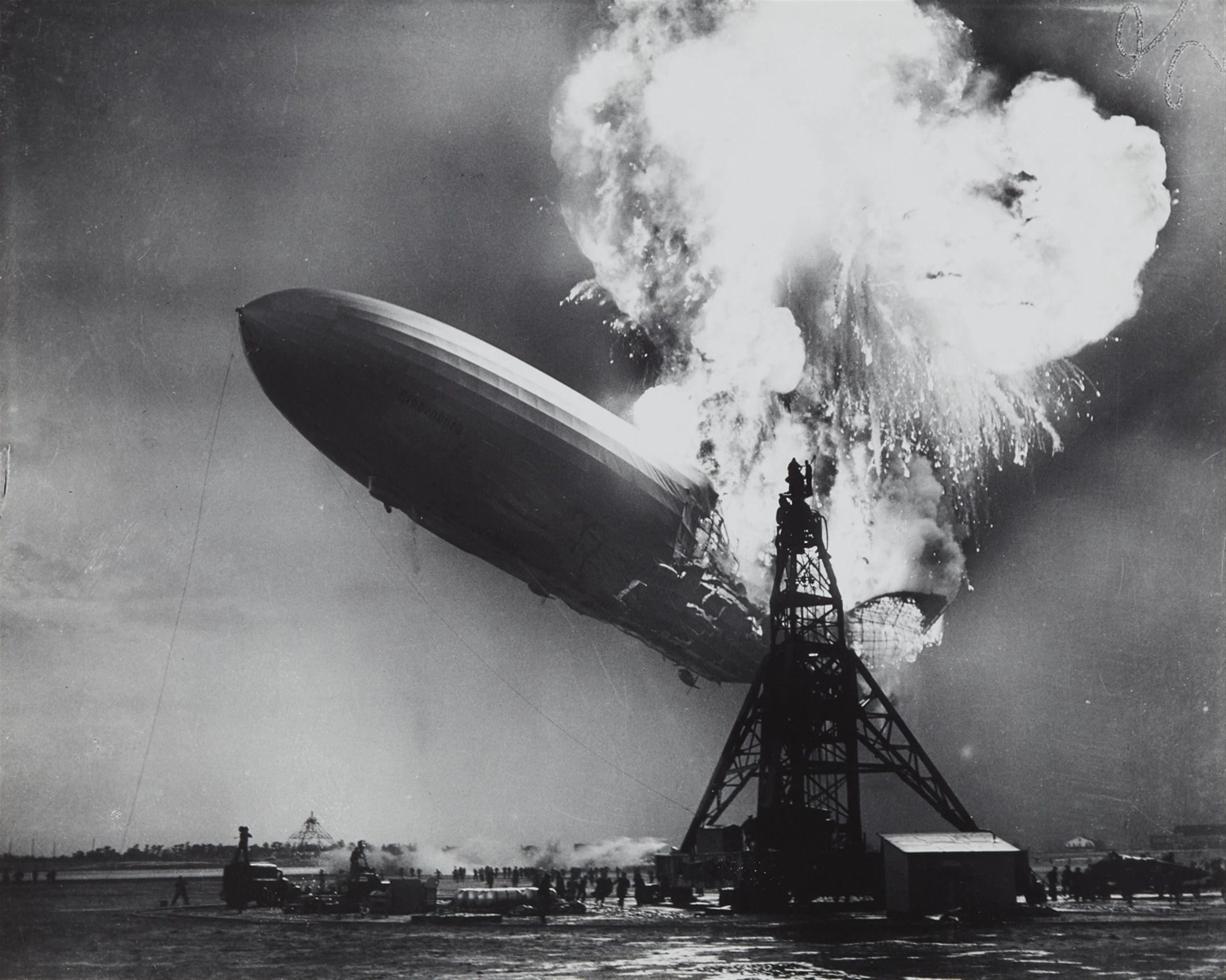
Unglück von Lakehurst (1937)

Am 6. Mai 1937 war der Oberleutnant gemeinsam mit Oberst Fritz Erdmann und Major Hans-Hugo Witt Militärbeobachter auf dem Zeppelin LZ 129 „Hindenburg“. Während der Hindenburg-Katastrophe in Lakehurst wurde er nur leicht verletzt und gehörte so zu den 20 überlebenden Passagieren. Dem Handelsministerium der Vereinigten Staaten gab er im Anschluss als Zeuge Auskunft. Für seine Rettungsaktion von anderen Passagieren wurde er laut Zeitungsberichten später ausgezeichnet.

#### Zweiter Weltkrieg
Hinkelbein diente im Zweiten Weltkrieg als Sturzkampfbomber-Pilot. Er war beim Überfall auf Polen (1939), Westfeldzug (1940) und Unternehmen Barbarossa (1941) eingesetzt. Auch war er im Frühjahr 1940 an Manövern über der Nordsee und am Unternehmen Weserübung beteiligt. Im Juni 1940 erhielt er für seine Einsätze gegen die britische Kriegsmarine das Ritterkreuz des Eisernen Kreuzes. Vom 10. September bis 26. Oktober 1939 war er im Dienstgrad eines Hauptmanns Gruppenkommandeur des II./Sturzkampfgeschwaders 2 (Junkers Ju 87). Von Dezember 1939 bis Juni 1940 war er Gruppenkommandeur des II./Kampfgeschwaders 30 (Junkers Ju 88) und von 20. September bis 8. Oktober 1940 der Ergänzungskampfgruppe 5. Danach erfolgte die Beförderung zum Oberstleutnant. Hinkelbein wurde bis Kriegsende als Chef des Generalstabes des Feldluftgau-Kommandos XIV (Wiesbaden) verwendet. Für insgesamt 51 Feindflüge wurde ihm die Frontflugspange für Kampfflieger verliehen.

### Bundeswehr
Nach 1945 war er Verkaufsstellenleiter einer Fabrik für Möbelproduktion. Er trat in den 1950ern in die Bundeswehr ein und war vom 1. April 1962 bis 12. Mai 1966 Kommandeur der Schule der Bundeswehr für Innere Führung in Koblenz. Von 1966 bis 1967 war er Divisionskommandeur der 4. Luftwaffendivision in Aurich. Zuletzt wurde er zum Generalmajor befördert.
Hinkelbein war verheiratet und hatte drei Kinder.